# Florián (Kolumbien)
Florián, auch als El Florián bekannt, ist eine Gemeinde (municipio) im Departamento Santander in Kolumbien. Der Ort bezeichnet sich selbst als die Stadt der offenen Fenster (Ciudad de las Ventanas Abiertas), in Bezug auf die Höhle, aus der der Wasserfall Ventanas de Tisquizoque hinabfällt, das wichtigste touristische Ziel der Gemeinde.

## Geographie
Die Gemeinde Florián liegt in der Provinz Vélez im südlichen Santander in den Anden auf einer Höhe von etwa 1700 Metern und hat eine Jahresdurchschnittstemperatur von 18 °C. Florián liegt 300 Kilometer von Bucaramanga entfernt. An die Gemeinde grenzen im Norden La Belleza, im Osten Jesús María und Albania, im Süden Albania sowie Pauna und Tununguá im Departamento de Boyacá und im Westen Pauna und Otanche im Departamento de Boyacá.

## Bevölkerung
Die Gemeinde Florián hat 6268 Einwohner, von denen 1512 im städtischen Teil (cabecera municipal) der Gemeinde leben (Stand: 2019).

## Geschichte
Auf dem Gebiet des heutigen Florián lebte vor der Ankunft der Spanier das indigene Volk der Muiscas und Muzos. Der heutige Ort wurde 1915 zunächst unter dem Namen Puerto de Florián gegründet und nach der wichtigste Siedlerfamilie benannt. Seit 1975 hat Florián den Status einer Gemeinde.

## Wirtschaft
Der wichtigste Wirtschaftszweig in Florián ist die Landwirtschaft. Besonders wichtig ist die Rinderproduktion. Insbesondere werden Kaffee, Zuckerrohr, Kakao, Bananen, Maniok, Mais, Zitrusfrüchte, Lulo, Guave und Baumtomate angebaut. Zudem gibt es Milchproduktion.